# Germanè
El germanè és un material format per una sola capa d'àtoms de germani. El material es crea en un procés semblant al del silici i el grafè, en el qual s'utilitza un alt buit i alta temperatura per dipositar una capa d'àtoms de germani sobre un substrat. Les pel·lícules primes de germanè d'alta qualitat han revelat estructures bidimensionals inusuals amb noves propietats electròniques adequades per a aplicacions de dispositius semiconductors i investigació de la ciència dels materials.

## Preparació i estructura
El setembre de 2014, G. Le Lay i altres van informar de la deposició d'un sol gruix d'àtom, pel·lícula multifàsica ordenada i bidimensional mitjançant epitaxia de feix molecular sobre una superfície d'or en una xarxa cristal·lina amb índexs de Miller (111). L'estructura es va confirmar amb una microscòpia de túnel d'escaneig (STM) que revelava una estructura de bresca gairebé plana.
Es va obtenir una confirmació addicional mitjançant la mesura espectroscòpica i els càlculs de la teoria funcional de la densitat. El desenvolupament de pel·lícules d'àtoms d'alta qualitat i gairebé planes va crear especulacions que el germanè pot substituir el grafè si no només afegir una alternativa a les noves propietats dels nanomaterials relacionats.
Bampoulis i altres han informat de la formació de germanè a la capa més externa dels nanocristalls de Ge2 Pt. Les imatges STM resoltes atòmicament de germanè en nanocristalls Ge2 Pt revelen una estructura de bresca amb sivella. Aquesta gelosia de bresca està composta per dues subreticules hexagonals desplaçades 0,2 Å en direcció vertical l'una respecte a l'altra. Es va trobar que la distància del veí més proper era de 2, 5 ± 0, 1 Å, d'acord amb la distància Ge-Ge en germanene.

## Propietats
Les propietats electròniques i òptiques de Germanene s'han determinat a partir de càlculs ab initio, i les propietats estructurals i electròniques a partir dels primers principis. Aquestes propietats fan que el material sigui adequat per al seu ús en el canal d'un transistor d'efecte de camp d'alt rendiment i han generat discussió sobre l'ús de monocapes elementals en altres dispositius electrònics. Les propietats electròniques del germanè són inusuals i ofereixen una rara oportunitat per provar les propietats dels fermions de Dirac. Germanene no té banda intercalada, però connectant un àtom d'hidrogen a cada àtom de germani se'n crea un. Aquestes propietats inusuals les comparteixen generalment el grafè, el silici, el germanè, l'estanè i el plombè.